# Janovice (Morašice)
Janovice je vesnice, část obce Morašice v okrese Chrudim. Nachází se asi 2 km na jih od Morašic. V roce 2009 zde bylo evidováno 60 adres. V roce 2001 zde trvale žilo 125 obyvatel.
Janovice leží v katastrálním území Janovice u Chrudimi o rozloze 1,26 km2.

## Historie
První písemná zmínka o obci pochází z roku 1546.

## Pamětihodnosti
- tvrz Rozpakov